# John Russell, IV duca di Bedford
Lord John Russell, IV duca di Bedford (Londra, 30 settembre 1710 – Woburn, 5 gennaio 1771), è stato un politico britannico.

## Biografia

### I primi anni
Quarto figlio di lord Wriothesley Russell, II duca di Bedford e di Elizabeth, figlia di John Howland, appartenente all'alta nobiltà inglese, fu istruito ad Oxford e nel 1741 sposò lady Diana Spencer, figlia di lord Charles Spencer, III conte di Sunderland.

### L'inizio della carriera politica
Eletto nella Camera dei Lords, John Russel entrò nelle file del partito degli whig in opposizione al primo ministro Sir Robert Walpole, cadendo pertanto in disgrazia presso Giorgio II. Quando John Carteret, II lord Carteret diede le dimissioni dal proprio incarico nel novembre del 1744, Bedford divenne Primo Lord dell'Ammiragliato sotto l'amministrazione di Henry Pelham, e divenne Consigliere Privato di Sua Maestà. Egli ebbe successo nella propria nuova carica, ma non fu egualmente fortunato come Segretario di Stato per il Dipartimento del Sud nel febbraio del 1748. Pelham lo accusò di incompetenza e fu alternato sovente al collega Thomas Pelham-Holles, I duca di Newcastle. Newcastle, che in precedenza aveva ammirato John Montagu, IV conte di Sandwich, successore di Bedford come Primo Lord dell'Ammiragliato, aveva incominciato ad odiarlo ed a sfiduciarlo per la sua linea dura e le visioni governative troppo ristrette oltre che per la sua amicizia personale col duca di Bedford. Newcastle programmò pertanto le dimissioni di entrambi nel 1751 ma Bedford decise di rinunciare alla propria carica volontariamente in segno di protesta per le gravi accuse rivoltegli di passare troppo tempo alla sua residenza di campagna a giocare a cricket ed a sparare a fagiani selvatici.

### La Guerra dei Sette anni

#### Lord Luogotenente d'Irlanda
Istigato dai suoi colleghi egli mantenne una strenua opposizione al governo, divenendo il capo di una fazione che prese da lui il nome, i Bedford Whigs. Dopo le dimissioni del duca di Newcastle nel novembre del 1756, Bedford divenne Lord Luogotenente d'Irlanda nel nuovo governo guidato da William Pitt e da William Cavendish, IV duca di Devonshire. Egli mantenne il proprio incarico anche dopo che il duca di Newcastle tornò al potere nel giugno del 1757 stringendo un'alleanza con Pitt. In Irlanda egli favorì il rilassamento delle pene contro i cattolici, ma non mantenne egualmente la sua promessa di osservare la neutralità tra i partiti rivali e dall'astenersi dall'assicurare pensioni speciali ai suoi amici. i suoi modi gentili e la sua generisità, unitamente alle buone qualità della moglie, ad ogni modo, gli garantirono molta popolarità anche se Horace Walpole ci riporta di lui che disgustasse chiunque lo vedesse. Egli rispose duramente al tentativo di invasione francese della Gran Bretagna nel 1759 e diresse le operazioni della Battaglia di Carrickfergus del 1760. Nel marzo del 1761 si dimise dal proprio incarico.

#### Negoziatore di pace
Alleatosi con John Stuart, III conte di Bute e con la parte di politici decisi a concludere al più presto la Guerra dei Sette anni, Bedford divenne il più strenuo oppositore di Pitt, ed ottenne la carica di Lord Privy Seal sotto il ministero di Bute dopo che Pitt si dimise nell'ottobre del 1761. Il gabinetto di governo di Bute si trovò diviso sulla questione della guerra, ma prevalse la linea pacifista e nel settembre del 1761 Bedford si recò personalmente in Francia per concordare la pace. Egli riuscì a siglare quindi il Trattato di Parigi nel febbraio del 1763. Rinunciatario dell'incarico di Lord Privy Seal poco dopo, le relazioni tra lui e Bute peggiorarono.

#### Il ministero Grenville

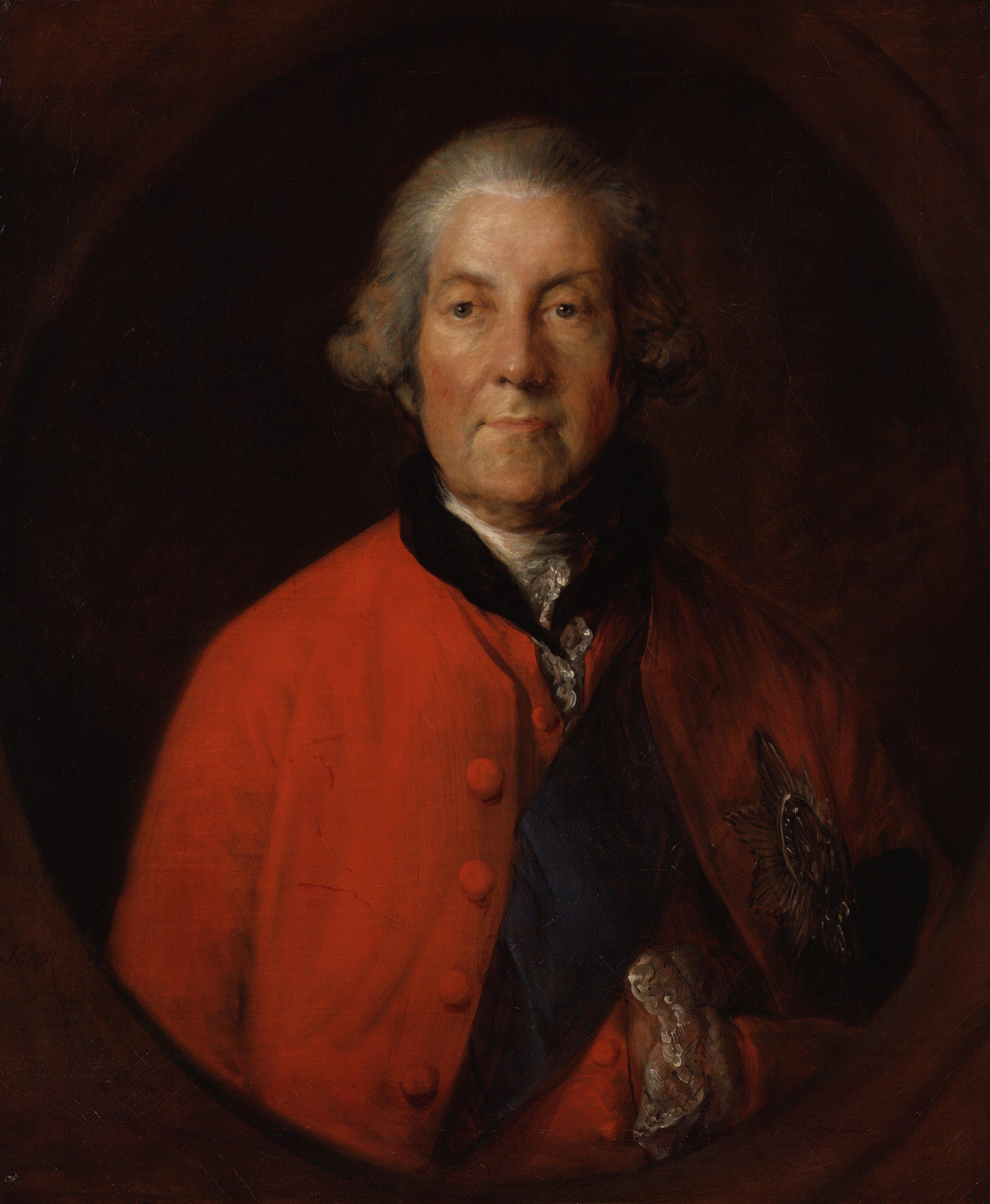
John Russell, IV duca di Bedford in un ritratto di Thomas Gainsborough, circa 1770

Il duca si rifiutò di prendere incarichi sotto il ministero di George Grenville dopo le dimissioni di Bute nell'aprile del 1763, e vide la possibilità dunque di riportare al potere Pitt, sebbene questi non volesse tornare a ricoprire i propri incarichi in presenza di Bedford nel gabinetto di governo. A questo punto, John Russel decise di aderire al gabinetto di Grenville come Lord President of the Council nel settembre 1763. Il suo modo di condurre politica, unitamente al suo linguaggio tagliente ed offensivo, oltre che alle sue personali considerazioni sul Regency Bill del 1765 arrivarono ad offendere particolarmente Giorgio III.
Durante il suo periodo di incarico al governo, egli impose tasse pesanti sull'importazione di seta italiana, motivo per il quale subì una sommossa che attaccò la sua residenza a Londra. Egli a questo punto decise di escludersi in prima persona dalla politica, preferendo agire e tramare dall'esterno grazie all'amico e ministro Augustus Henry Fitzroy, III duca di Grafton dal dicembre del 1767.

#### Gli ultimi anni
La salute del duca di Bedford peggiorò notevolmente negli ultimi anni della sua vita e nel 1770 egli divenne parzialmente paralitico. Egli morì a Woburn il 5 gennaio 1771 e venne sepolto nel mausoleo di famiglia a Chenies. Tutti e tre i suoi figli gli erano premorti e come tale egli venne succeduto nei suoi titoli dal nipote, Francis.
Egli fu cancelliere dell'Università di Dublino dal 1765 al 1770 e fu uno dei finanziatori della spedizione di James Cook nel Pacifico, come lo era stato di molte altre spedizioni.

## Matrimonio
Nell'ottobre 1731 sposò Diana Spencer (1710-1735), figlia di Charles Spencer, III conte di Sunderland. La coppia ebbe tre figli:
- John Russell, marchese di Tavistock (nato e morto il 6 novembre 1732);

Sposò, in seconde nozze, nell'aprile 1737, Gertrude Leveson-Gower (1714-1794), figlia di John Leveson-Gower, I conte di Gower. La coppia ebbe due figli:
- Francis Russell, marchese di Tavistock (27 settembre 1739-22 marzo 1767);
- Lady Caroline Russell (gennaio 1743-26 novembre 1811), sposò George Spencer, IV duca di Marlborough, ebbero sette figli.

## Ascendenza
|                                         |                 |                                             | Genitori                                    |  |  | Nonni |  |  | Bisnonni                           |  |  | Trisnonni                            |  |
|                                         |                 |                                             |                                             |  |  |       |  |  | William Russell, I duca di Bedford |  |  | Francis Russell, IV conte di Bedford |  |
|                                         |                 |                                             |                                             |  |  |       |  |  | William Russell, I duca di Bedford |  |  | Francis Russell, IV conte di Bedford |  |
|                                         |                 | hon. Catharine Brydges                      |                                             |  |  |       |  |  | William Russell, I duca di Bedford |  |  |                                      |  |
| William Russell, lord Russell           |                 |                                             |                                             |  |  |       |  |  | William Russell, I duca di Bedford |  |  |                                      |  |
|                                         |                 | lady Anne Carr                              | Robert Carr, I conte di Somerset            |  |  |       |  |  |                                    |  |  |                                      |  |
|                                         |                 | lady Anne Carr                              | Robert Carr, I conte di Somerset            |  |  |       |  |  |                                    |  |  |                                      |  |
|                                         |                 | lady Anne Carr                              | lady Frances Howard                         |  |  |       |  |  |                                    |  |  |                                      |  |
| Wriothesley Russell, II duca di Bedford |                 | lady Anne Carr                              |                                             |  |  |       |  |  |                                    |  |  |                                      |  |
|                                         |                 | Thomas Wriothesley, IV conte di Southampton | Henry Wriothesley, III conte di Southampton |  |  |       |  |  |                                    |  |  |                                      |  |
|                                         |                 | Thomas Wriothesley, IV conte di Southampton | Henry Wriothesley, III conte di Southampton |  |  |       |  |  |                                    |  |  |                                      |  |
|                                         |                 | Thomas Wriothesley, IV conte di Southampton | Elizabeth Wriothesley                       |  |  |       |  |  |                                    |  |  |                                      |  |
| lady Rachel Wriothesley                 |                 | Thomas Wriothesley, IV conte di Southampton |                                             |  |  |       |  |  |                                    |  |  |                                      |  |
|                                         |                 | Rachel de Massue de Rouvigny                | Daniel de Massue, signore di Rouvigny       |  |  |       |  |  |                                    |  |  |                                      |  |
|                                         |                 | Rachel de Massue de Rouvigny                | Daniel de Massue, signore di Rouvigny       |  |  |       |  |  |                                    |  |  |                                      |  |
|                                         |                 | Rachel de Massue de Rouvigny                | Madeleine de Pinot des Fontaines            |  |  |       |  |  |                                    |  |  |                                      |  |
| John Russell, IV duca di Bedford        |                 | Rachel de Massue de Rouvigny                |                                             |  |  |       |  |  |                                    |  |  |                                      |  |
|                                         | Jeffrey Howland | John Howland                                |                                             |  |  |       |  |  |                                    |  |  |                                      |  |
|                                         | Jeffrey Howland | John Howland                                |                                             |  |  |       |  |  |                                    |  |  |                                      |  |
|                                         | Jeffrey Howland | Blanche Nightingale                         |                                             |  |  |       |  |  |                                    |  |  |                                      |  |
| John Howland                            | Jeffrey Howland |                                             |                                             |  |  |       |  |  |                                    |  |  |                                      |  |
|                                         |                 | Grisogona Langley                           | John Langley                                |  |  |       |  |  |                                    |  |  |                                      |  |
|                                         |                 | Grisogona Langley                           | John Langley                                |  |  |       |  |  |                                    |  |  |                                      |  |
|                                         |                 | Grisogona Langley                           | Martha Jenour                               |  |  |       |  |  |                                    |  |  |                                      |  |
| Elizabeth Howland                       |                 | Grisogona Langley                           |                                             |  |  |       |  |  |                                    |  |  |                                      |  |
|                                         |                 | sir Josiah Child, I baronetto               | Richard Child                               |  |  |       |  |  |                                    |  |  |                                      |  |
|                                         |                 | sir Josiah Child, I baronetto               | Richard Child                               |  |  |       |  |  |                                    |  |  |                                      |  |
|                                         |                 | sir Josiah Child, I baronetto               | Elizabeth Roycroft                          |  |  |       |  |  |                                    |  |  |                                      |  |
| Elizabeth Child                         |                 | sir Josiah Child, I baronetto               |                                             |  |  |       |  |  |                                    |  |  |                                      |  |
|                                         |                 | Hannah Boate                                | Edward Boate                                |  |  |       |  |  |                                    |  |  |                                      |  |
|                                         |                 | Hannah Boate                                | Edward Boate                                |  |  |       |  |  |                                    |  |  |                                      |  |
|                                         |                 | Hannah Boate                                | Sarah N.                                    |  |  |       |  |  |                                    |  |  |                                      |  |
|                                         |                 | Hannah Boate                                |                                             |  |  |       |  |  |                                    |  |  |                                      |  |